# 华域汽车
华域汽车系统股份有限公司（上交所：600741），是总部位于上海的一家中国零部件企业。

## 概述
其前身为成立于1992年的上海巴士股份有限公司，2009年3月，上海市国资委将原巴士股份的公交业务剥离后，由上海汽车集团收购巴士股份的公共交通资产，公司于2009年6月更名为华域汽车，总部位于上海。公司业务为独立汽车零部件研发、生产及销售。主要包括金属成型与模具、内外饰、电子电器、功能件、热加工、新能源等六个业务板块。
截止2013年末，共有30家直接投资企业，主要包括上海拖拉机内燃机有限公司、上海赛科利汽车模具技术应用有限公司、延锋汽车饰件系统有限公司、上海小糸车灯有限公司、上海实业交通电器有限公司、上海法雷奥汽车电器系统有限公司、上海三电贝洱汽车空调有限公司、上海纳铁福传动轴有限公司、上海皮尔博格有色零部件有限公司、上海乾通汽车附件有限公司、华域汽车电动系统有限公司等企业。

## 外部鏈接
- 华域汽车系统股份有限公司（页面存档备份，存于）